# Бельбекский могильник
44°40′35″ с. ш. 33°37′00″ в. д.
Бельбекский могильник — крупный археологический памятник I—V века на левом берегу реки Бельбек, между сёлами Поворотное и Дальнее Нахимовского района Севастополя. Включает два соседствующих некрополя периода поздней античности.

### Бельбек I
Могильник Бельбек I находится на левом берегу одноимённой реки, в 4—5 км от устья, выше села Поворотное. Бельбек I был обнаружен и исследовался в 1903—1904 годах Н. М. Печёнкиным, было открыто 22 погребения III века. Две могилы были грунтовые, с костяками в сидящем положении, три — с кремацией, остальные плиточные (две каменные плиты толщиной около 15 см — 3—4 вершка, устанавливались у восточной и западной могильной ямы, перекрытые также каменной плитой). Покойников укладывали головой на юг прямо на грунт, рядом ставилась стеклянная и глиняная посуда, также три широких прямых меча и 1 кинжал. По найденным монетам Гордиана III и Деция Траяна произведена датировка захоронений второй половиной III века.

### Бельбек III
Могильник Бельбек III находится недалеко от некрополя Бельбек I, ближе к селу Дальнее (прежнее название посёлок ВИР, откуда второе название памятника — могильник ВИР). Могильник раскапывался И. И. Гущиной с 1967 года, причём изначально он был покрыт слоем насыпи толщиной 1—1,5 м, который снимался бульдозером, при этом два погребения были разрушены. Всего открыто и исследовано 29 захоронений, были зафиксированы два типа захоронений: простые грунтовые ямы (10 штук) и столько же подбойных могил, везде примерно одинаковый набор инвентаря (в детских меньше). Красноглинянная керамика аналогична керамике античных городов Северного Причерноморья II—III века, встречалось очень малое количество лепных изделий, к I—III веку н. э. относятся серебряные и бронзовые браслеты разных форм, бронзовые фибулы, бронзовыеми и серебряные пряжки, железные ножи, в нескольких погребениях найдены монеты: одна провинциально-римского чекана времени Антонина Пия (138—161 год н. э.), вторая — херсонесская 240—250 года. Погребённые, как и в могильнике Бельбек I, ориентированы головой на юг. В 1970-х годах разведки и небольшие раскопки в некрополе проводились под руководством О. Я. Савели. В 2000 году были проведены охранные археологические работы. Среди различных типов погребальных сооружений некрополя (грунтовые могилы, каменные ящики, могилы из плит с кремациями, подбойные могилы) основными являются склепы — был исследован один из них, немногочисленный материал из которого позволил датировать сооружение серединой — концом IV — началом V века.
Существует версия, что после вторжения в Крым готов и боранов между 252 и 259 годом, когда существовавшие ранее поселения в предгорьях были уничтожены, в низовьях реки Бельбек сохранилось прежнее скифо-сарматское население, со временем смешавшееся пришлым гото-аланским.